# Lukavci (otočje)
Lukavci so majhni otočki v Jadranskem morju, v Korčulskem kanalu, približno 3 km zahodno od Šćedarja. Od južne obale otoka Hvar (tj. Od Svete Nedjelje) so oddaljeni približno 3 km. Vsi otoki pripadajo Hrvaški.
Največji otok ima površino 0,027 km², obalno dolžino 650 m in najvišjo točko 5 metrov.
Najmanjši otok, 600 m jugozahodno od večjega, ima površino 0,017 km², z obalno dolžino 480 m in najvišjo točko 5 metrov. Na manjšem otoku je tudi svetilnik, ki oddaja svetlobni signal R Bl 3s. Minimalni doseg svetilnika je 5 milj.